# Итарема
Итарема (порт. Itarema) — муниципалитет в Бразилии, входит в штат Сеара. Составная часть мезорегиона Северо-запад штата Сеара. Входит в экономико-статистический микрорегион Литорал-ди-Камосин-и-Акарау. Население составляет 33 894 человека на 2006 год. Занимает площадь 720,668 км². Плотность населения — 47,0 чел./км².
Праздник города — 5 февраля.

## История
Город основан в 1985 году.

## Статистика
- Валовой внутренний продукт на 2003 составляет 64 173 618,00 реалов (данные: Бразильский институт географии и статистики).
- Валовой внутренний продукт на душу населения на 2003 составляет 1988,83 реала (данные: Бразильский институт географии и статистики).
- Индекс развития человеческого потенциала на 2000 составляет 0,601 (данные: Программа развития ООН).